# Лобов, Лев Николаевич
Лев Николаевич Лобов (1925 — 2018) — советский российский актёр театра и кино, режиссёр.

## Биография
В 1950 окончил акробатическое отделение Государственного циркового училища, однако в том же году получил травму, неудачно исполнив двойное сальто. В 1954 окончил актёрский факультет ВГИКа (мастерская В. В. Ванина и В. В. Белокурова, выпуск под руководством С. А. Герасимова). В 1954-1964 актёр Театра-студии киноактёра. В 1964-1965 ассистент режиссёра киностудии «Мосфильм». С 1965 работал режиссёром в Московском городском Дворце пионеров, режиссёром на телевидении, директором картин на «Центрнаучфильме». Похоронен на Донском кладбище.

## Фильмография
- 1953 — Застава в горах — старшина Захаров
- 1955 — Судьба барабанщика — «новый муж» Валентины
- 1958 — О чём шумит река — капитан Соколов
- 1962 — Деловые люди — проводник вагона (новелла «Дороги, которые мы выбираем»)
- 1968 — Щит и меч — официант
- 1976 — Рождённая революцией — Султанов
- 1980 — Коней на переправе не меняют — участник совещания
- 1982 — Вечный зов — член бюро